# Mvurungu
Mvurungu är ett vattendrag i Burundi.   Det ligger i provinsen Ngozi, i den norra delen av landet, 80 km nordost om huvudstaden Bujumbura.
Omgivningarna runt Mvurungu är en mosaik av jordbruksmark och naturlig växtlighet. Runt Mvurungu är det tätbefolkat, med 427 invånare per kvadratkilometer.